# Beren
Beren – postać fikcyjna ze stworzonej przez J.R.R. Tolkiena mitologii Śródziemia, jeden z głównych bohaterów Silmarillionu.

## Życiorys
Beren był Edainem, człowiekiem z rodu Bëora, synem Barahira. Spotkał w lesie Neldoreth w Doriath Lúthien, córkę króla Thingola. Zakochał się w niej i poprosił króla o jej rękę. Thingol zażądał w zamian Silmarila z korony Morgotha.
Beren i Lúthien z pomocą Huana i Finroda Felagunda zdobyli Silmaril, lecz Carcharoth, wilk Angbandu, odgryzł Berenowi w czasie ucieczki z twierdzy Morgotha dłoń razem z odzyskanym klejnotem.
Jako jedyny ze śmiertelników Beren wrócił ze świata umarłych, co stało się dzięki Lúthien, która zrzekła się nieśmiertelności. Żyli potem na Tol Galen w Ossiriandzie. 
Beren zwany był Erchamionem (Jednorękim) i Camlostem (mającym puste ręce).

## Upamiętnienie

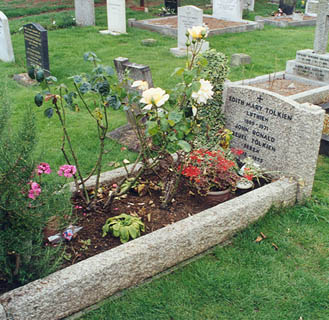
Grób Edith i J. R. R. Tolkiena

Beren jest literackim alter ego samego Tolkiena, a Lúthien jego żony Edith. Na nagrobku pisarza i jego żony pod nazwiskami widnieją również ich wieczne imiona: Beren i Lúthien.